# Cardamine maxima
Cardamine maxima là một loài thực vật có hoa trong họ Cải. Loài này được (Nutt.) Alph.Wood mô tả khoa học đầu tiên năm 1870.